# Taganana
Taganana ist eine Ortschaft im Verwaltungsbezirk (Distrikt) Anaga der Stadt Santa Cruz de Tenerife im Nordosten der spanischen Insel Teneriffa.

## Lage
Taganana liegt am Nordrand des Anaga-Gebirges im Nordosten Teneriffas. Der Ort ist mit einem Fahrzeug nur über die Straße TF-134 erreichbar, die mit bis zu 16 % Gefälle von den Höhen des Gebirges zum Meeresufer hinabführt. Die Anfahrt ist über die TF-12 entweder von La Laguna oder von Santa Cruz über  San Andrés möglich.